# Penitenziere
Il penitenziere (un tempo anche definito penitenziero) o canonico penitenziere è un sacerdote cattolico presente nelle cattedrali, di nomina propria del vescovo o arcivescovo diocesano, autorizzato a confessare in tutti quei casi di particolare gravità di norma sottratti alla competenza del sacerdote ordinario e riservati quindi all'autorità episcopale. 

## Caratteristiche
In particolare, ai sensi del codice di diritto canonico vigente, il penitenziere è un presbitero facente parte del capitolo di canonici e che, per delega del vescovo e nei casi non riservati alla Santa Sede, ha la facoltà di assolvere da peccati o da colpe che latæ sententiæ farebbero incorrere nelle "pene medicinali" o "censure": scomunica, interdizione, sospensione a divinis.
Il penitenziere è anche un presbitero presente nelle quattro basiliche papali maggiori di Roma (San Giovanni in Laterano, San Pietro in Vaticano, Santa Maria Maggiore e San Paolo fuori le mura), a disposizione dei pellegrini. Si tratta di religiosi scelti da varie nazioni e appartenenti ai vari ordini religiosi. Alcuni penitenzieri vengono scelti in base alle lingue che padroneggiano, in modo da potere così essere a disposizione dei pellegrini. Risiedono nei pressi delle basiliche e sono subordinati al gran penitenziere per ciò che riguarda il loro ufficio, mentre sono soggetti al superiore del loro ordine secolare per quanto riguarda la vita religiosa.
Il penitenziere maggiore o gran penitenziere è invece il cardinale preposto, secondo una nomina papale, al tribunale romano della Penitenzieria apostolica. Le sue competenze sono stabilite dagli articoli 190-193 della Costituzione apostolica Praedicate evangelium.